# هربرت جونز (لاعب كرة قدم)
هربرت جونز (بالإنجليزية: Herbert Jones)‏ (3 سبتمبر 1896 ببلاكبول في المملكة المتحدة - 11 سبتمبر 1973) هو لاعب كرة قدم بريطاني (وحمل سابقاً جنسية المملكة المتحدة لبريطانيا العظمى وأيرلندا) في مركز الظهير. شارك مع منتخب إنجلترا لكرة القدم. أما مع النوادي، فقد لعب مع برايتون أند هوف ألبيون وبلاكبيرن روفرز ونادي بلاكبول وفليتوود تاون.

## وصلات خارجية
- هربرت جونز على موقع قاعدة بيانات كرة القدم.إي يو (الإنجليزية)
- هربرت جونز على موقع ناشيونال فوتبول تيمز (الإنجليزية)